# Manuel J. Bernal
Manuel José Bernal González (La Ceja, 2 de febrero de 1924-Bogotá, 19 de mayo de 2004) fue un pianista, organista, compositor, arreglista y director de orquesta colombiano.  
Sus obras más conocidas son los bambucos Bodas de plata, Medio siglo y Orquídea; los pasillos Sonia María (premiado en 1960), Jorge Humberto, Paz y Gloria Eugenia.  Además, Bernal es el autor del famoso jingle navideño de Caracol Radio, "Año nuevo y navidad, Caracol con sus oyentes..."
Manuel J. Bernal, trabajaba como pianista de la orquesta de La Voz de Antioquia que dirigía el músico español José María Tena y, cuando éste murió, el Maestro Bernal fue nombrado director de dicha orquesta, una de las más completas que ha tenido el país, en la época en la cual las grandes emisoras radiales tenían sus propias orquestas y grandes programaciones musicales nocturnas en vivo en sus pequeños auditorios, con artistas nacionales e internacionales del más alto nivel. Músico extraordinario, era capaz de escribir una partitura de una obra sin tenerla que escuchar de nuevo, poseedor de oído absoluto.

## Primeros años
Fue el primogénito del matrimonio de Samuel Bernal y María Cleofe González.  Fue bautizado con el nombre de Manuel José, por la gran admiración que la familia le tenía al Arzobispo de Medellín de la época, Monseñor Manuel José Caicedo.
Literalmente puede decirse que vivió y compartió con su progenitor la transformación de éste, de jornalero y músico aficionado30, e intérprete de la lira, a corista y organista13 titular de la Parroquia de Nuestra Señora del Carmen.
Manuel José, a la edad de seis años ya tocaba algunas obras en el órgano tubular de la iglesia, y para esa época ya era un alumno aventajado de su padre, de quien aprendió solfeo6 y las bases de la armonía clásica. A los nueve años ya reemplazaba a su padre en la interpretación de las obras que requerían las ceremonias religiosas durante las ausencias temporales de éste30, sin tocar el pedalero20, porque no lo alcanzaba. A los 12 años ya era miembro de la banda municipal dirigida por su padre, y en ella interpretó varios instrumentos musicales.
A los 17 años, después de haber vivido un temporada en La Ceja, ejercía la música esporádicamente se radicó en Abejorral, donde con una recomendación musical de su padre al cura párroco de la iglesia Nuestra Señora del Carmen, se instaló a laborar como corista de la parroquia.  Fue el maestro de capilla de este municipio antioqueño entre 1942 y 1946, y en su honor compuso las obras Abejorral, y Alborada.
Con 22 años de edad, Manuel J., viajó a Bogotá donde estudió composición y órgano durante dos años con el sacerdote italiano Egisto Giovanetti; al regresar a Medellín estudió piano con la pianista italiana Luisa Maniguetti.

## Carrera
Fue a la Medellín de los radioprogramas famosos a donde llegó el joven Manuel José Bernal González, a buscar básicamente tres cosas: trabajo, reconocimiento artístico y fortuna31. En medio de sus expectativas del momento, siendo ya el corista de la Iglesia El Calvario38, surge una oportunidad de oro: La orquesta de La Voz de Antioquia requiere un pianista, y su director, el Maestro José María Tena Hernández39 abre un concurso para seleccionarlo. Es durante ese concurso cuando Manuel José deja ver su capacidad de lectura a primera vista, su conocimiento de armonía, y la destreza que le brindó el ser poseedor de lo que en música se denomina oído absoluto37.
En alguna ocasión le refería el Maestro Alejandro Bernal, hermano del Maestro Manuel J, y testigo excepcional de la carrera de éste, a sus hijos, que el Maestro Tena desde que asistió al ensayo de los concursantes,  le dijo a sus más cercanos colaboradores: “que haya concurso porque ya se citó, pero ya hay un ganador indiscutible”, se refería al joven Manuel José Bernal, quien cuando ocupó el puesto de pianista de la orquesta de la Voz de Antioquia se convirtió en Manuel J. Bernal.
Durante tres años Manuel J. continuó demostrando sus aptitudes artísticas como pianista y director adjunto de la orquesta81 de la emisora de mayor renombre en el país, ya que La Voz de Antioquia era la emisora con los artistas más importantes de toda Colombia, y la que tenía la mejor pauta publicitaria31.
En 1951, ante el fallecimiento inesperado del Maestro Tena39, el Maestro Manuel J. Bernal asume la dirección de la orquesta radial más importante del país31,40, en plena edad de oro de la radio69, permitiéndole dar a conocer a toda Colombia que además de ser un excelente pianista y organista versátil e insuperable, era un arreglista exquisito, dotado de una sensibilidad fuera de lo común10. Durante los 10 años al frente de la orquesta de La Voz de Antioquia40 recibió los más grandes elogios de la crítica especializada41 por su inigualable capacidad de dirigir42 todos los géneros musicales y por ser un  compositor innovador.   
En La Voz de Antioquia alternó, dirigió, y acompañó a las más rutilantes figuras musicales del momento, entre ellas: María Luisa Landín, Pedro Vargas, Juan Legido, Celia Cruz, Rafael Hernández, Marcos Cuadrado,Consuelo Velásquez, Nila Kara, Adelina Garcia, Matilde Díaz, Eva Garza, Leo Marini, Lucho Bermúdez, Mario Clavell, Pacho Galán, Los Hermanos Rigual, Los Rufino, Blanca Rosa Gil31,62.
En 1956 el Maestro Manuel J. Bernal recibió de parte de la República de Colombia una mención de honor, “por su labor en la divulgación de la música nacional a través de la radiodifusión”47, según lo constataba el Ministerio de Comunicaciones. De esta década son sus obras Medio siglo y Bodas de plata, dedicadas a sus progenitores. Y es también en ésta cuando se convierte en el connotado artista radial que dirigió La hora Coltejer, el programa musical más escuchado en el país en los años 50.
En 1960 el Maestro Manuel J. alcanzó otro éxito rutilante en su carrera creativa como compositor, al ganar el concurso abierto que lanzó Coltejer, con el fin de seleccionar la canción de Navidad colombiana. Con el hermoso y magistral pasillo lento titulado Paz, cuya letra es de Mario Jaramillo y la música de su autoría, fue reconocido con el primer premio, superando a los más de 1500 concursantes que enviaron sus composiciones. Esta sensacional obra se radiodifundió por primera vez en la Voz de Antioquia, cantada por gran tenor colombiano Jorge Ochoa y el trío Primavera de Lillyam Bustamante y las hermanas Araque: Blanca y Myriam.    
Fue a este talentoso músico antioqueño a quien le encargan en 1962 la dirección de los coros nacionales de 30 voces48 que acompañaron durante el Primer Festival Internacional de Ópera, a los músicos brasileños de la Opera de Río de Janeiro49. Durante este festival el gran tenor italiano Ferruccio Tagliavini, en un gesto de sensibilidad y admiración, le pidió al Maestro Manuel J. que dirigiera el 17 de julio de 1962 La Traviata, obra de Giuseppe Verdi, ante el público del Teatro Junín50.
Según le reportaba el Maestro Alejandro Bernal a sus hijos, los inicialmente incrédulos músicos brasileños, se quedaron pasmados ante lo que vieron el día de la presentación: El Maestro Manuel J. se paró esa noche frente a la orquesta, saludó con una venia al concertino, alzó la batuta, cerró la partitura, y dirigió la obra de memoria de principio a fin. El resultado fue apoteósico, tanto así que recibió invitación formal de parte de la Opera de Río para dirigirla en 196449. 

## Huelga de músicos
Después de la huelga de músicos de 1965, que buscaba mejorar los salarios de los artistas, William Gil Sánchez, procede a modificar la programación de la emisora Voz de Antioquia, impulsando las radionovelas y dándole un lúgubre final a los programas musicales en vivo que se emitían desde esa emisora.
Es entonces cuando la orquesta internacional de la Marcha de las Estrellas Colombianas, dirigida por Bernal, y conformada por los distinguidos Maestros: Rafael Ortiz, Emilio “Millo” Velásquez, León Cardona, Jorge Gómez, Margoth Levi, Manuel Molina, Gabriel Uribe, Efraín Moreno, Alcides Lerzundi, Adolfo Podestá, Diego Vélez, Guillermo Robledo, Hernando Díez y el ahora llamado trío de las Estrellas integrado por Lillyam Bustamante y las hermanas Araque: Blanca y Myriam, comienza a animar las noches de la radio colombiana a través de la Radio Cadena Nacional.      
Mientras laboraba como director de la orquesta de la Voz de Medellín, de RCN que tenía como programa estelar “La Marcha de las Estrellas Colombianas”, y era corista en la Iglesia Santa Teresita, la empresa Atlas Publicidad le ofrece contratarlo para dirigir en la televisión colombiana La Hora Philips. Con este contrato se firmaba la despedida del Maestro Manuel J. de Medellín, y su llegada a Bogotá.

## Paso por la dirección artística de Phillips
En la capital colombiana el Maestro Manuel J. Bernal obtuvo en 1965 éxitos rutilantes como director artístico de la disquera Philips62, y de La Hora Philips y Noches de Gala de la T.V. Nacional. También se desempeñó como director  de la orquesta de la emisora Nuevo Mundo,  de Caracol entre 1965 y 197162. De esa época es la famosa Misa Colombiana66 que lanzó con gran éxito la casa disquera Philips, compuesta e interpretada por él mismo, obra que contó con el apoyo pleno de la Iglesia Católica, a tal punto que dicha obra fue exportada a Francia, Estados Unidos, y México67.
Con el grupo integrado por el propio Maestro Manuel J. Bernal como pianista y organista, Jaime Llano como organista, Felipe Henao, pianista; los Hermanos Martínez, Jaime y Mario; Paquito Nieto con las maracas, Célis, al bajo, trabajó en televisión en Noches de Colombia65que conducía José Alarcón Leal y en Tierra Colombiana55, que hacían con Eucario Bermúdez.
En la década de los 70, el Maestro Manuel J., tuvo estupendas presentaciones con la programadora Cenpro T.V, en las cuales alternaba en el programa Los Maestros con el organista Jaime Llano, y los pianistas Oriol Rangel y Felipe Henao. Eventos que conjuntamente con su talentosa carrera en la radio lo hicieron merecedor al reconocimiento en 1974 como Artista del Año57. 
Como embajador cultural de Colombia se presentó en La Casa Blanca, ante el presidente de Los Estados Unidos, Mr. Gerald Ford, y su Secretario de Estado Mr. Henry Kissinger, formando parte de la comitiva oficial que acompañó al Presidente Alfonso López Michelsen a ese país. También acompañó la comitiva presidencial del Presidente Julio Cesar Turbay a República Dominicana, donde dejó en alto el nombre de los artistas colombianos ante el presidente Joaquín Balaguer y sus invitados.
El Maestro Manuel J. en 1983 realizó una presentación apoteósica en el Teatro Juan de dios Aranzazu, de la Ceja del Tambo, donde en compañía de sus hermanos, los Maestros Alejandro, Suso, y Alberto, -Bernal González- deleitó a los asistentes, durante dos horas que fueron ínfimas ante la emoción del público, que alborozado pedía que continuaran tocando30.  

## Obras relevantes
A nivel nacional se le reconocía por su seriedad y modestia personal, y su fecundidad como compositor. En ese momento de su vida ya sus tres pasillos más famosos y exitosos, dedicados a sus tres hijos mayores, tenían renombre internacional:
Gloria Eugenia, rompió el esquema tradicional del pasillo que se tenía hasta ese momento. Es un pasillo atípico por los acordes de su introducción que empata con una primera parte muy melódica, en la segunda parte se entabla un diálogo melódico de preguntas y respuestas, para concluir con una tercera parte que en sus primeros compases resume las dos anteriores y, luego de un corte súbito de la armonía, retoma el tema inicial y lo concluye con brillantez.
Jorge Humberto, cuya primera parte –según  contó el Maestro Alejandro Bernal a sus hijos- fue producto de la respuesta musical airada que dio el Maestro, tocando molto forte el piano, cuando al reportar que su esposa estaba esperando su segundo hijo, el interlocutor –en La Voz de Antioquia- le dijo que los estaba teniendo muy seguidos. Es un pasillo atípico en su introducción, la que a la vez forma una cadencia tonal de corte sinfónico, con una primera parte de vibrante melodía y con cortes rítmicos que significan el verdadero pasillo fiestero, una segunda parte en la que se disminuye el tiempo para darle énfasis a una romántica melodía que se acompaña de una rica armonía semitonal y un bajo que refuerza la melodía, y una tercera parte que retoma el tiempo inicial con una melodía que sugiere el fin de una crisis superada15.
De esos tiempos es el pasillo Mónica, producto de un momento de inspiración que sucedió mientras le hacía mantenimiento en su casa al órgano Hammond. Dicho órgano requería un aceite refrigerador especial que se le tenía que echar cada seis meses; como parte del proceso había que prender el órgano y ponerlo a funcionar. En esas estaba el Maestro Manuel J., en compañía de hijo Juan Manuel80, cuando empezó a interpretar improvisaciones que le sonaron tan bonito que de inmediato se fue a transcribirlas en una partitura.
Sonia María. Pasillo de hermosa y pacífica melodía y abundancia tonal.   
En 1955, el locutor y radio actor Jaime Trespalacios, le entregó a Manuel J. Bernal un papel en el que se leía: “De año nuevo y navidad, Caracol por sus oyentes, formula votos fervientes, de paz y prosperidad”.  Acto seguido, Bernal, pidió una hoja, y sobre ella escribió la melodía.  Así nacieron las notas que dieron vida y sonoridad al jingle más escuchado en la radio colombiana.  Cuando estaban tocando la melodía y cantándola, la escuchó el administrador de la emisora, Alberto Toro Montoya, quien de inmediato se entusiasmó con el mensaje navideño y le pidió al Maestro Manuel J. que montara la pieza musical que se grabaría y emitiría en el programa de esa noche.  Fue así como en la Navidad de 1955 con el Maestro Bernal interpretando el piano y las voces de las integrantes del trío Primavera conformado por: Lillyam Bustamante y las hermanas Araque: Blanca y Myriam, sonó por primera vez el jingle que año tras año nos recuerda a los colombianos que estamos en Navidad.

## Vida privada
En 1952 contrajo matrimonio con Lía Ghelman Wainer. De su unión nacieron: Gloria Eugenia, Jorge Humberto, Sonia María, Mónica, Clara Lía y Juan Manuel.
Su nieto, Nick Salazar, también se dedica a la música.

## Últimos años
Fatigado de la falta de apoyo del Estado a la cultura y al folklor colombiano, y las acciones inesperadas de algunas programadoras, tomó la decisión de retirarse de la vida artística y dedicarse a la familia y sus negocios personales. 
En 2002, la Arquidiócesis de Medellín, invitó a Bernal a la que sería su última presentación pública en Medellín. En una presentación emotiva en la que interpretó magistralmente hermosas obras de la música tanto en el piano como en el órgano.   
El Maestro Manuel J. Bernal murió el 19 de mayo de 2004, en la Ciudad de Bogotá.   

## Legado
Manuel J. Bernal siempre será recordado por ser el compositor de: Agnus Dei, Alborada, Amor criollo, Abejorral, Bodas de plata, Clarita, De año nuevo y Navidad, Despedida, Doña Sonia, El gran cambio, Gloria Eugenia, Indiecita, Jorge Humberto, Juan Manuel, Los nietos, Lía melodía para el recuerdo, Medio siglo, Misa colombiana, Mónica, Nació el romance, Patria, Paz, Sonia María, Sonríeme morena, Sueño moreno, Ysabel, Vamos todos a gozar.
Sobre las composiciones de Manuel J. Bernal, el Maestro León Cardona expresó: “Sus composiciones nacieron del desarrollo de ideas melódicas cuyo avance lleva una continuidad equilibrada, un contenido sonoramente lógico y su desarrollo es fluido. Su armonía supera los elementos básicos de los ritmos andinos colombianos, enriqueciéndose con cadencias sesudas, que respetan la creación musical.”

## Discografía

### Con Fontana
- Colombia de Oro 1
- Colombia de Oro 2

### Con Zeida
- Recuerdo Nupcial

### Con Silver
- Recuerdos de Colombia
- La música inmortal de Luis A. Calvo

### Con Phillips
- Colombia Grande
- Cantemos con Manuel J,.
- Sucesos Bailables 1
- Sucesos Bailables 2
- Succesos Bailables 3
- Los caracoles de oro
- Misa Colombia
- Bien amada

### Con Fuentes
- Colombia de gala
- Allá en la montaña
- Al calor de tu afecto

### Singles & EPs
- Chocó / La Chispita ('7)

## Reconocimientos
- 1974 – Artista del año
- 1956 – Mención de honor por parte de la República de Colombia, “por su labor en la divulgación de la música nacional a través de la radiodifusión”.